# Bezirksgemeinde Rēzekne
Die Bezirksgemeinde Rēzekne (lettisch Rēzeknes novads) liegt im Osten Lettlands in der historischen Landschaft Lettgallen. Ihr Verwaltungssitz ist in der Republik-Stadt Rēzekne, die von der Bezirksgemeinde umgeben, aber nicht Teil davon ist.
Die Bezirksgemeinde entstand im Rahmen einer Verwaltungsreform zum 1. Juli 2021 durch den Zusammenschluss des alten Bezirks Rēzekne mit dem Bezirk Viļāni, sodass sie dem Kreis Rēzekne entspricht, der bis 2009 Bestand hatte.

## Geografie
Das Gebiet grenzt im Norden an die Bezirksgemeinde Balvi, im Osten an die Bezirksgemeinde Ludza, im Süden an die Bezirksgemeinde Krāslava, im Südwesten an die Bezirksgemeinde Preiļi sowie im Nordwesten an die Bezirksgemeinde Madona.
Im Südosten der Bezirksgemeinde liegt der Rāzna-See, Lettlands zweitgrößter See, dessen Abfluss Rēzekne zum Lubān-See, Lettlands größtem See im Nordwesten auf der Grenze zur Bezirksgemeinde Madona, verläuft. Als weiterer großer Fluss fließt die Malta als linker Zufluss zur Rēzekne – bis auf einen kurzen Abschnitt als Grenzfluss zur Bezirksgemeinde Preiļi – vollständig in der Bezirksgemeinde Rēzekne.
Der Südosten der Bezirksgemeinde gehört zum Nationalpark Rāzna.

## Gliederung
Die Bezirksgemeinde umfasst die Stadt (pilsēta) Viļāni sowie 28 Gemeinden (pagasti):
| - Audriņi - Bērzgale - Čornaja - Dekšāre - Dricāni - Feimaņi - Gaigalava - Griškāni - Ilzeskalns - Kantinieki | - Kaunata - Lendži - Lūznava - Mākoņkalns - Malta - Nagļi - Nautrēni - Ozolaine - Ozolmuiža - Puša | - Rikava - Sakstagals - Silmala - Sokoli - Stoļerova - Stružāni - Vērēmi - Viļāni (Land) |

## Persönlichkeiten
- Kaspars Melnis (* 1989), Wirtschaftsmanager und Politiker

## Verkehr
Durch die Bezirksgemeinde verlaufen die Staatsstraßen A12 von Jēkabpils nach Zilupe an der Grenze zu Russland, die Teil der Europastraße 22 ist, sowie die A13, die Litauen mit Daugavpils und Rēzekne Richtung Pskow in Russland verbindet und Teil der Europastraße 262 ist. Dazu kommt die A15 als Westumfahrung von Rēzekne.
Parallel zur A13 verläuft die Petersburg-Warschauer Eisenbahn, parallel zur A12 die Bahnstrecke von Krustpils (Jēkabpils) nach Zilupe und weiter nach Russland.

## Nachweise
1. ↑  Law on Administrative Territories and Populated Areas, likumi.lt, abgerufen am 21. Oktober 2021